# 제네바주
제네바주(영어: Canton of Geneva) 또는 주네브 주(프랑스어: République et Canton de Genève)는 스위스 서남쪽 끝에 있는 주이다.

## 개요
스위스의 서남부, 레만호(제네바호)에서 론강이 흘러나오는 지점에 위치한다. 제네바 호 및 북쪽의 보주와 접하는 좁은 지역을 제외하면 주변은 프랑스에 둘러싸여 있다. 오랫동안 론 강과 제네바 호의 교통 요지로 발달하였고, 가톨릭 주교의 통치지역이었으나 16세기 장 칼뱅이 이 곳에서 종교 개혁을 일으킨 이후 개신교 중심지로 독립된 지역이 되었다. 사보이아 왕가의 위협으로 스위스 동맹의 보호를 요청했고 스위스 동맹에 가입하고자 했으나, 가톨릭 지역의 반발로 동맹에 가입하지 못한 채 도시 공화국으로 있었으며, 나폴레옹 시대에 프랑스에 병합되었다가 나폴레옹 체제 붕괴 후 1815년 스위스 연방 구성주가 되었다.
45개의 자치단체가 있으나, 주 면적의 대부분은 제네바 시가 차지하고 있다. 호수와 주변 산맥의 영향으로 기후가 온화하여 과일·야채가 재배되며, 포도주도 제조된다. 공업으로는 정밀기계공업이 활발하다. 주도 제네바는 각종 국제기구가 위치하고 국제 회의가 자주 열리며, 관광의 중심지이기도 하다. 취리히와 함께 국제 금융도시로도 유명하다. 본래 개신교 지역이지만, 외지인과 외국인이 많이 들어와 살게 되었기 때문에 현재는 가톨릭 신자도 많다.

## 인구통계
2020년 12월 31일 기준, 주의 인구는 506,343명이다. 2013년 인구는 187개국 194,623명으로 전체 인구의 40.1%를 차지한다.
2013년 12월 기준으로 주의 인구는 원래 제네바에서 온 168,505명(35.4%)과 다른 주에서 온 스위스인 112,878명(23.7%)을 포함한다. 외국 태생 거주자의 약 73%가 유럽(EU28: 64.4%), 아프리카 9.1%, 미주 9.0%, 아시아 8.5%였다. 다국적 자를 포함하여 제네바 거주자의 54.4%가 외국여권을 소지하고 있다.
2014년에 제네바의 주요 언어는 프랑스어였으며, 집에서 인구의 81.04%가 사용했다. 다음으로 큰 모국어는 영어 (10.84%), 포르투갈어 (9.89%), 스페인어 (7.82%), 독일어 (5.32%)이다. 응답자는 하나 이상의 언어를 보고하도록 허용되었다.

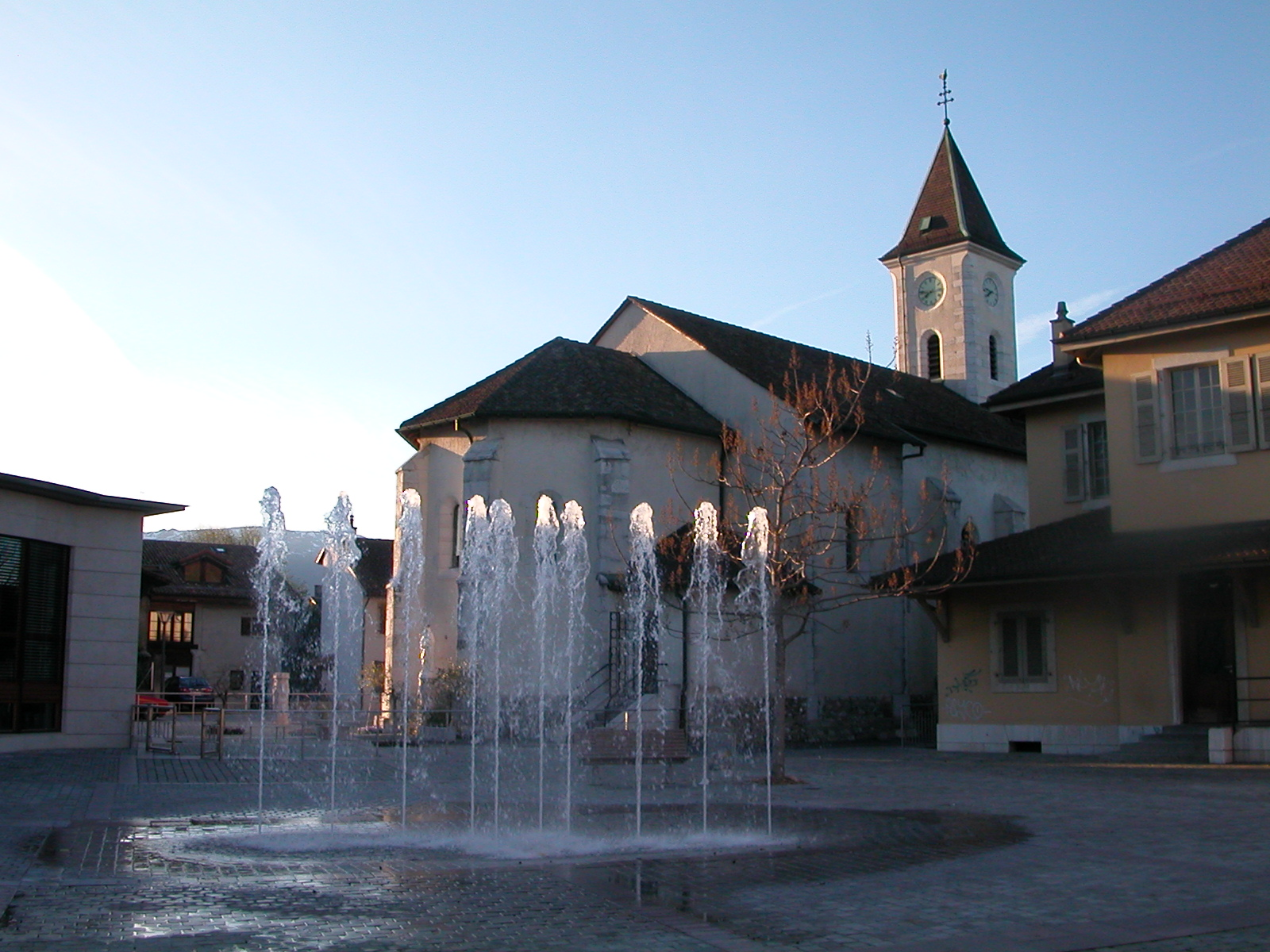
메렝의 마을 광장

존 칼뱅의 종교 개혁의 고향인 제네바주는 전통적으로 개신교 기독교의 요새였다. 그러나 19세기와 20세기 동안, 주로 가톨릭 유럽 국가로부터의 이민으로 인해 주의 로마 가톨릭 인구가 급격히 증가했다. 그들의 커뮤니티는 2017년 기준 220,139명(44.5%)이다. 로마 가톨릭 신자는 현재 스위스 개혁 교회(65,629명 또는 2017년 기준 13.3%)의 교인보다 훨씬 많다. 그러나, 주는 여전히 공식적으로 개신교로 간주된다. 프랑스의 주변 지역은 대부분 로마 카톨릭이다.
2012년 기준으로 제네바 인구(15세 이상)의 5.4%가 다른 기독교 단체에 속해 있으며 5.5%는 이슬람교, 5.9%는 다른 종교 단체에 속해 있다. 나머지 인구는 종교와 무관하거나 인구 조사 질문에 답하지 않았다.

### 과거 인구
역사적 인구는 다음 표에 나와 있다.
| 과거 인구 자료 | 과거 인구 자료 | 과거 인구 자료 | 과거 인구 자료 | 과거 인구 자료      |
| 년도           | 전체 인구      | 스위스         | 비스위스계     | 인구 정유율 전국 중 |
| -------------- | -------------- | -------------- | -------------- | ------------------- |
| 1850           | 64 146         | 49 004         | 15 142         | 2.7%                |
| 1880           | 99 712         | 63 688         | 36 024         | 3.5%                |
| 1900           | 132 609        | 79 965         | 52 644         | 4.0%                |
| 1950           | 202 918        | 167 726        | 35 192         | 4.3%                |
| 1970           | 331 599        | 219 780        | 111 819        | 5.3%                |
| 2000           | 413 673        | 256 179        | 157 494        | 5.7%                |
| 2020           | 506 343        |                |                | 5.9%                |

## 경제
스위스의 다른 주에 비해 상대적으로 작은 크기에도 불구하고 제네바주는 취리히주(CHF 1,430억), 베른주(CHF 780억) 및 보주(CHF 540억)에 이어 스위스 전체에서 네 번째로 큰 GDP(CHF 500억)를 기록하고 있다. 바젤시와 추크에 이어 국가에서 세 번째로 큰 1인당 GDP를 즐긴다.
제네바의 경제는 대체로 서비스 중심적이다. 주는 종종 가장 강력한 글로벌 금융센터 중 하나로 평가되며, 2020년에는 세계 9위, 유럽에서는 런던에 이어 2위를 차지한다. 세 가지 주요 부문이 금융 부문을 지배한다.
- 상품 거래
- 무역 금융
- 자산 관리

세계에서 자유 거래되는 오일, 설탕, 곡물, 종자의 약 3분의 1이 제네바에서 거래된다. 세계 면화의 약 22%가 제네바 호수 지역에서 거래된다. 주에서 거래되는 다른 주요 상품에는 철강, 전기 또는 커피가 있다. 트라피구라(Trafigura), 카길, 비톨(Vitol), 군보르(Gunvor), BNP 파리바, 머큐리아 에너지 그룹과 같은 대형 무역 회사는 세계 2위의 해운회사인 메디터레이니언 쉬핑(Mediterranean Shipping Company, 약칭 MSC)의 본거지일 뿐만 아니라 주에 지사 또는 글로벌 본부를 두고 있다. 상품 거래는 BCGE와 같은 대형 은행과 함께 강력한 무역 금융 부문에 의해 유지된다. 상업 투자 은행(Banque de Commerce et de Placements), 보주주립은행(BCV), 크레디 아그리콜, 크레디트 스위스, ING, 소시에테 제네랄 및 UBS, 모두 이 사업을 위해 해당 지역에 본부를 두고 있다.

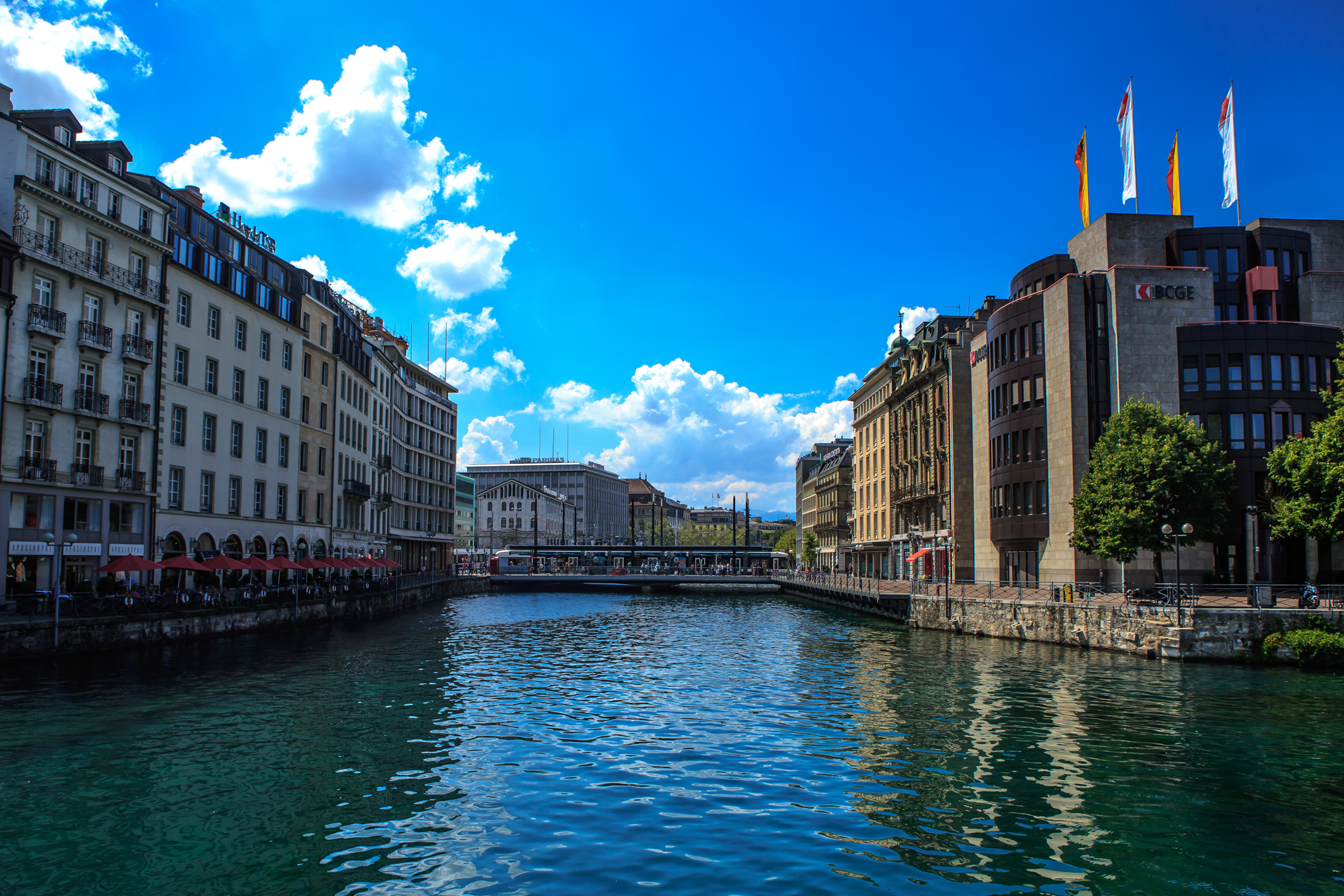
현지 주립 은행 BCGE 본사

자산 관리는 비상장 은행, 특히 픽테(Pictet), 롬바르드 오디에(Lombard Odier), 민간 은행 연합(Union Bancaire Privée, 약칭 UBP), 에드몽 드 로스차일드 그룹(Edmond de Rothschild Group), Mirabaud Group, Dukascopy Bank, Bordier & Cie, Banque SYZ 또는 REYL & Cie가 주도한다. 또한, 주에는 HSBC 프라이빗 뱅크, JP모건 체이스, 중국은행, 바클레이즈 또는 아랍은행과 같은 스위스에서 가장 많은 외국인 소유 은행이 밀집해 있다.
금융 부문 뒤에서 다음으로 큰 주요 경제 부문은 시계제조로, 명품회사인 롤렉스, 리슈몽, 파텍필립 및 기타 회사가 지배하고 있으며 이들의 공장은 대부분 플랑레와트(Plan-les-Ouates)과 메렝 지자체에 집중되어 있다.
무역금융, 자산관리 및 시계 제조는 주에서 납부하는 법인세의 약 2/3를 기여한다.
세계 최대의 향신료, 향료와 활성 화장품 성분 제조업체인 Firmenich (사티니) 및 Givaudan (베르니에)과 같은 다른 대형 다국적 기업도 주에 본사를 두고 있다. SGS는 세계 최대의 검사, 검증, 테스트 및 인증 서비스 회사이다. 아이케어 제품 전문 회사인 Alcon (in Vernier); Temenos, 대형 뱅킹 소프트웨어 제공업체; 또는 Procter & Gamble, 일본담배 인터내셔널 또는 L' Oréal의 지역 본부.
지역 경제에 직접적으로 기여하지는 않지만, 제네바주는 적십자, 세계 보건 기구, 세계 무역 기구, 국제 전기 통신 연합과 같은 국제기구 및 유엔 기구가 세계에서 가장 많이 집중되어 있는 곳이기도 하다. 세계 지적 재산권 기구, 세계 기상 기구, 국제 노동 기구, 유엔 유럽 본부도 이곳에 위치해 있다.
국제적 마인드, 잘 연결된 공항, 그리고 대륙의 중심성은 제네바를 의회와 무역 박람회를 위한 좋은 목적지로 만들고 있다. 그중 가장 큰 두 곳은 모두 Palexpo에서 열리는 제네바 모터쇼와 Watches & Wonders이다.

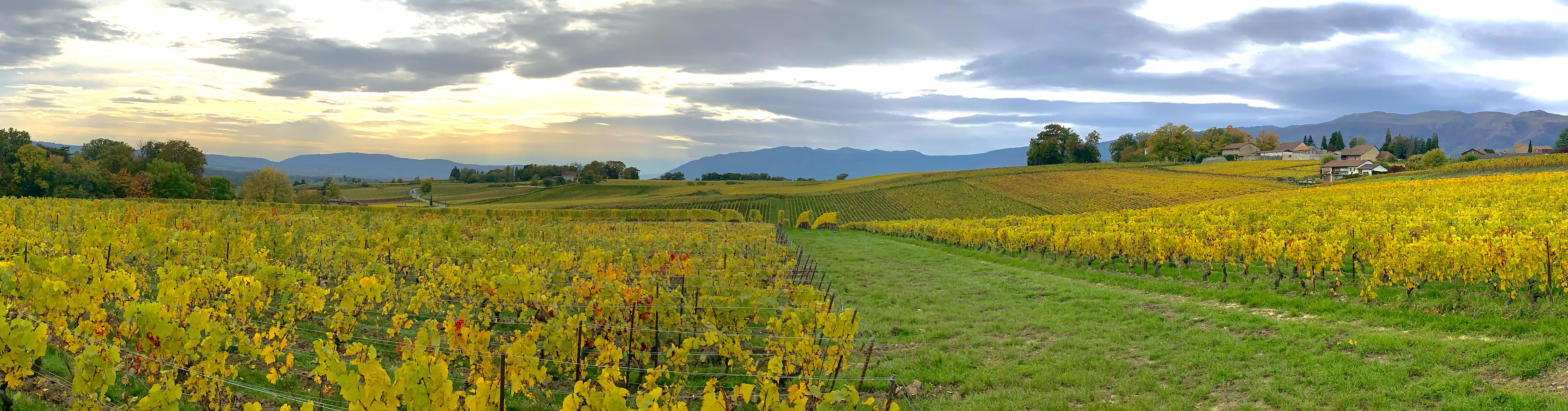
제네바는 스위스에서 포도밭이 가장 밀집되어 있다. 이곳은 스위스에서 가장 큰 포도주 생산지인 사티니

농업은 제네바의 내륙 지역, 특히 밀과 포도주에서 흔히 볼 수 있다. 상대적으로 작은 규모에도 불구하고 이 주는 스위스 와인의 약 10%를 생산하며 스위스에서 가장 높은 포도밭 밀도를 자랑한다. 제네바에서 가장 큰 품종은 가메이, 샤슬라, 피노 누아, 가마레, 샤도네이이다.